# Leea
Leea é um gênero de plantas originárias das regiões tropicais da África, da Índia, Sudeste Asiático e Nova Guiné. As plantas desse género são comumente designadas pelo nome leéia, e utilizadas como plantas ornamentais e medicinais.

## Características

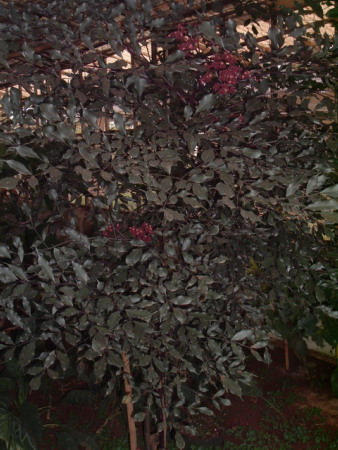
Leeia rubra, muito utilizado como planta ornamental.

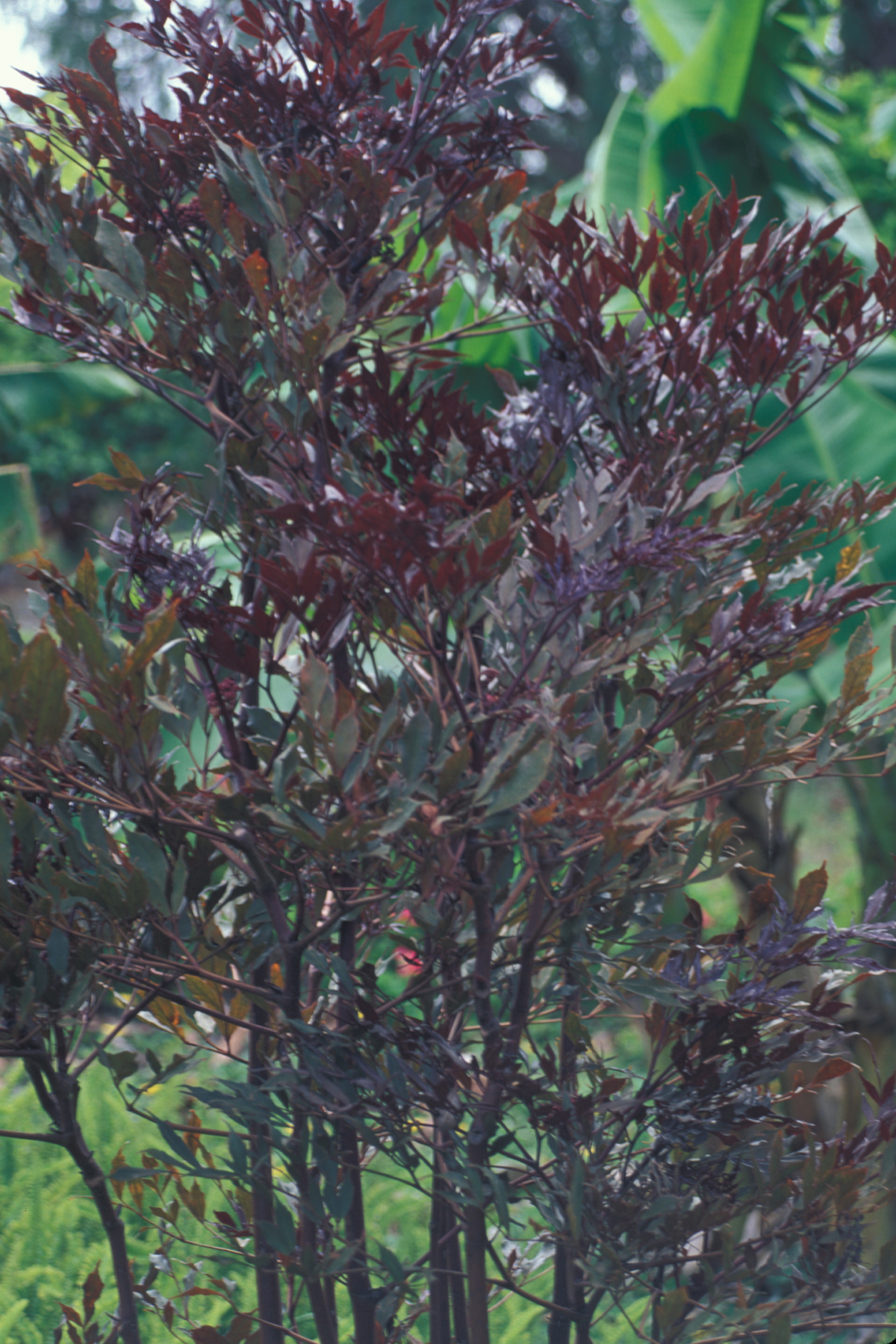
Leea guineensis, nativa do Havaí.

As leéias variam bastante de aparência. Podem possuir folhas com um a quatro pecíolos, além de folhas simples. As folhas são geralmente dispostas em espirais ou opostas. Suas flores podem ser tetrâmeras ou pentrâmeras, são hermafroditas e geralmente têm forma tubular. Produzem bagas, geralmente em cachos.

## Classificação
Tradicionalmente, o gênero Leea foi localizado na famíla Vitaceae. O sistema APG II o coloca na subfamília Leeoideae da família Vitaceae. Alguns autores colocam as leéias na sua propria família, Leeaceae, devido a diferenças significativas em relação às demais plantas da família Vitaceae, como o número de carpelos (Leeaceae possui três, Vitaceae possui dois) e ausência do disco floral. Estudos da estrutura pólen também foram feitos, e a conclusão foi que as famílias Vitaceae e Leeaceae deveriam permanecer taxonomicamente separadas. Por outro lado, outros estudos sugerem o oposto, isto é, que Leea deveria ser um gênero de Vitaceae.

## Espécies
- Leea adwivedica
- Leea aequata
- Leea amabilis
- Leea angulata
- Leea asiatica
- Leea aspera
- Leea coccinea
- Leea glabra
- Leea guineensis
- Leea hirta
- Leea indica
- Leea krukoffiana
- Leea macrophylla
- Leea manillensis
- Leea philippinensis
- Leea rubra
- Leea sambucina
- Leea tinctoria